# Rook (juego de naipes)
Rook es un juego de naipes en que los jugadores tratan de recoger bazas, similar al Bridge o Picas.  Creado en 1906 por Parker Brothers para las religiones que no permitían los naipes tradicionales el juego tiene 57 naipes: los números 1-14 en rojo, verde, negro, y amarillo también hay una carta que se llama el Rook y tiene el imagen de un grajo.

## Reglas oficiales

### Jugadores
Se juega Rook con dos equipos de dos personas.  Personas en el mismo equipo se sienten una en frente de la otra.

### Repartir
El crupier reparte un naipe a cada persona incluyéndose asimismo y después reparte un naipe en el centro de la mesa.  Repite hasta que hay cinco cartas en centro; estas cartas se llaman el nido.  Cuando hay cinco cartas en el nido el crupier reparte los naipes restantes a las personas.  Nadie puede ver las cartas de otro.

### Puntos
Algunas cartas tienen puntos: cada 5 tiene 5 puntos, cada 10 tiene 10 puntos, cada 14 tiene 10 puntos, y el Rook tiene 20 puntos.  Hay un total de 120 puntos en el juego.

### Declaración
El jugador sentando a la izquierda del crupier empieza la puja con una declaración de puntos.  La declaración representa el número de puntos el apostador piensa que él y su pareja puede ganar.  Necesita ser un múltiple de 5 y al menos 70.  Cada persona tiene la opción de hacer una declaración más grande de la máxima o pasar.  Si un jugador pasa, nunca puede hacer una declaración este juego.  Después de que todas las personas pasan, la persona que tiene la declaración máxima gana dos derechos: la declaración de triunfo y el nido.  Esta persona puede dar el nido en su mano y se descarta 5 cartas para crear un nuevo nido.  Este nido se pone al lado.  Después dice cual color es triunfo.

### Jugar
El jugador sentando a la izquierda también es mano y pone un naipe en el centro de la mesa.  El jugador a su izquierda después pone un naipe el mismo color del primero.  Sí no tiene ningún naipe el mismo color, pueda jugar cualquier naipe.  Todos los jugadores juegan en esta manera; cuando todos han jugado un naipe, se decide quien ganó la baza.  Sí nadie ha jugado un naipe del color triunfo el jugador que jugó el naipe más alto del color original gana la baza.  Sí hay algunos naipes del color triunfo el jugador que jugó el naipe más alto del color triunfo gana la baza.  El ganador de la baza saca las cartas y tiene mano para la próxima baza.
El Rook es siempre el naipe más alto del color triunfo y puede jugar cuando quiera.  Sí es el primer naipe de la baza todas las personas necesitan jugar triunfo si pueden.  Sí el primer naipe es triunfo y no tiene ningún naipe excepto el Rook necesita jugarlo

### Tanteo
Después del fin del juego los dos equipos cuentan sus puntos (ver puntos arriba).  El ganador de la declaración también gana los naipes en el nido.  Sí el equipo que gana la declaración tiene más puntos de la declaración los dos equipos ganan los puntos que tienen.  Sí no tiene más puntos de la declaración pierda su declaración mientras el otro equipo gana los puntos que tienen.